# Master and Servant
Master and Servant sjöngs in på skiva av popgruppen Depeche Mode på skivalbumet Some Great Reward 1984. Trots viss kontrovers då textens antydningar om BDSM ledde till att singeln inte spelades av alla radiostationer klarade sig singeln till niondeplatsen på Storbritanniens hitlista.
Bandmedlemmarna själva spelade ett instrumentalt stycke av sången under turnén Some Great Reward Tour 1984-1985.

## Singelversioner

### 7": Mute / Bong6 (Storbritannien)
1. "Master and Servant" – 3:46
2. "(Set Me Free) Remotivate Me" – 4:12

### 7": Sire / 7-28918 (USA)
1. "Master and Servant"  – 3:27
2. "(Set Me Free) Remotivate Me" – 4:12

### 12": Mute / 12Bong6 (Storbritannien)
1. "Master and Servant (Slavery Whip Mix)" – 9:38
2. "(Set Me Free) Remotivate Me (Release Mix)" – 8:49
3. "Master and Servant (Voxless)" – 4:00

### L12": Mute / L12Bong6 (Storbritannien)
1. "Master and Servant (An ON-USound Science Fiction Dance Hall Classic)" – 4:34
2. "Are People People?" – 4:29
3. "(Set Me Free) Remotivate Me" – 4:12

Nummer 1 återutgavs på den två- och trespråkiga CD-versionen av Remixes 81 - 04, medan nummer 2 bara utkom på tre-skivsversionen.

### 12": Sire / 0-20283 (USA)
1. "Master and Servant (US Black and Blue Mix)" – 8:02 (regisserad av Joseph Watt)
2. "(Set Me Free) Remotivate Me" (US 12" Mix) – 7:59 (regisserad av Joseph Watt)
3. "Are People People?" – 4:29

### CD: Mute / CDBong6 (Storbritannien)
1. "Master and Servant" – 3:46
2. "(Set Me Free) Remotivate Me" – 4:12
3. "Master and Servant (Slavery Whip Mix)" – 9:38
4. "(Set Me Free) Remotivate Me (Release Mix)" – 8:49
5. "Master and Servant (Voxless)" – 4:00

CD-singeln kom 1991, som en del av en samlingsbox.
Alla sånger skrivna av Martin Gore.

### Fotnoter
1. ↑  Chart Stats: Master And Servant Chartstats.com. Retrieved 29 July 2011.